# 孫德培
孫德培（1938年—卒年不詳），男，台灣帮派人物，1955年校園幫派「中和幫」的成立者，該校園幫派被視為是台灣幫派竹聯幫的前身，孫德培與中和幫在許多竹聯幫的相關書籍及媒體被多次提及。
依據竹聯幫成員「白狼」張安樂於媒體採訪時曾表示，清末時期革命黨人孫武為孫德培的叔公，孫德培為其家族後人。同樣依據媒體報導，孫德培於17歲成立中和幫，因此推算應於1938年生。
孫德培於1957年間因殺人案入獄七年而導致中和幫解散，中和幫成員於同年間解散重組為「竹林聯盟」之後成為中和幫的延續。孫德培於1960年代出獄後並未回到竹聯幫之中，早年竹聯幫老成員依舊尊崇孫德培為老大，在聚會上依舊會為孫德培留下一席座位。

## 生平

### 創幫背景
1955年以時年17歲的孫德培為首集結十幾名中學生成立校園幫派「中和幫」，成員多半來自台北縣中和鄉、永和鎮兩地，由年齡12至18歲的少年及青少年校園學生所組成，成立宗旨是為對抗因省籍問題所衍生的鬥爭，並且凝聚時常被本省人學生所欺壓的外省人學生所組成的團體。中和幫成員主要在螢橋至秀朗與永和的交接處一帶的攤販街活動，以向攤販索取保護費為經費，並且時常與鄰近的「古亭幫」發生衝突。

### 周天送血案
1957年間，中和幫成員陳德賢在古亭區舊街里一帶遭到古亭幫份子毆辱而懷恨在心，於9月10日邀集同幫成員李振家、唐伯龍、耿寶輝等人前往該地尋仇，經過強恕中學附近時，遇到古亭幫份子並再次慘遭對方毆打，李振家所攜帶的刀械也遭到古亭幫份子周天送所奪取。
翌日9月11日，以中和幫老大孫德培為首集結中和幫成員在台北縣中和鄉白宮彈子房，共謀殺害古亭幫份子周天送等人，並且再集結同是中和幫份子李振家、唐伯龍、耿寶輝、潘世明、劉長標、周德新、吳正、賴照男、許萬根等人，並且持有武士刀、砍刀、牛肉刀、鐵棍等刀械，共計十人前往古亭區尋仇。行經台北市古亭區同安街時發現周天送等人，眾人一聲呼喊便蜂擁而上展開圍毆，周天送遭砍傷一路逃亡至古亭區南昌街二段蔡龍國診所內求救，終究因割斷動脈失血過多而亡，引起軒然大波，媒體稱之為「南昌街周天送血案」。孫德培與中和幫一行人遭台北縣警察局追緝逮捕，並且遭到逮捕入獄七年，也導致中和幫成員因此形成派系造成分裂。

### 幫派解散
中和幫成員「小潘」潘世明率先出走，與「大潘」潘世至、「小錢」錢順凌等人於水源路一帶組成「萬字幫」。另外同是中和幫成員「訓吾」沈信吾也離開中和幫，與蔣岳清、「道新」王道興、郭紹強、趙琳等人於公館泰順街一帶成立「三環幫」。
同年間，以中和幫成員趙寧為首，聚集中和幫殘餘成員於永和鎮中正橋附近的竹林路，將中和幫解散重組為「竹林聯盟」，自此竹林聯盟成為中和幫的延續，往後簡稱為「竹聯幫」。

### 潘世明與沈信吾
中和幫成員「小潘」潘世明與「訓吾」沈信吾，分別成立「萬字幫」與「三環幫」而知名於當代，但自1960年代開始不同的媒體卻有不同的名字寫法，可能為當時代的媒體記事多來自口述，又或者幫派成員多半使用假名，而使得媒體的第一手消息往往未經嚴謹考究且有待商確，導致可能長時間流傳錯誤資訊。例如媒體曾經寫作「潘式明」、「潘世明」、「潘世銘」、「潘世民」；「湛洲吾」、「湛訓吾」、「諶訓吾」等等。
摘自竹聯幫元老「灰鴨」柳茂川於2020年出版的回憶錄《竹聯：我在江湖的回憶》公開的序言內容：「網路上介紹三環幫，把當時的創幫老大沈信吾（訓吾），竟然錯誤理解為「湛洲吾」。信吾是學生幫派時期的重要人物，我們是熟識的朋友，對這位重量級的知名人物，姓名也能錯成如此，其他的就不用多言了」
雖然可能也有作者柳茂川為保護當事人而使用假名創作的考慮，但也從該書籍內容可得知媒體長久以來流傳的錯誤資訊，在這部回憶錄之中可明確得到修正。

## 異說

### 創立時間
中和幫長年在大眾媒體的創作及報導下，大多是以中和幫創立於1953年間為主要論述。然而在近年來自相關文獻的曝光及相關人士的敘述，中和幫是成立於1955年，成立時間晚於1954年的四海幫。

### 中和五虎
部份書籍及網路媒體，多將「小潘」潘世明、「訓吾」沈信吾、周德新、周榕、趙寧等成員，並列為中和幫五虎，然而這可能是媒體自行創作的成份居多。實際上中和幫除了老大為孫德培以外，尚有老二張○陵、老三周○生、老四藤○海及老么趙寧為該幫輩份較高的成員，除此之外並無特別相關的稱謂。